# Pyrostria macrophylla
Pyrostria macrophylla är en måreväxtart som beskrevs av Achille Richard och Dc.. Pyrostria macrophylla ingår i släktet Pyrostria och familjen måreväxter.
Artens utbredningsområde är Mauritius.

## Underarter
Arten delas in i följande underarter:
- P. m. grandistipula
- P. m. macrophylla